# Cotinga neigeux
Carpodectes nitidus
Espèce
Statut de conservation UICN

LC : Préoccupation mineure
Le Cotinga neigeux (Carpodectes nitidus) est une espèce de passereaux de taille moyenne de la famille des Cotingidae. On le trouve en Amérique centrale dans les forêts de plaines humides subtropicales ou tropicales ou d'anciennes forêts fortement dégradées. Cette espèce présente un dimorphisme sexuel : le mâle est blanc et la femelle gris pâle.

## Répartition et habitat

Aire de répartition de Carpodectes nitidus.

Le cotinga neigeux est originaire des forêts humides de plaine du Costa Rica, du Honduras, du Nicaragua et du Panama. Il est présent dans les plaines côtières et dans les collines basses jusqu'à une altitude d'environ 450 m. On le retrouve au niveau de la canopée, mais aussi le long des lisières de forêts et près de grands arbres isolés.

## Description
Le cotinga neigeux adulte mesure environ 20 cm de long. C'est un oiseau plutôt dodu avec une tête de petite taille. Le mâle est entièrement blanc, à l'exception d'une légère teinte grise-bleuâtre au niveau de la tête et du dos. Chez la femelle, le dos est pâle et gris-brunâtre, tandis que les ailes sont légèrement plus foncées et bordées de blanc. L'œil est entouré d'un anneau blanc et le croupion est blanc-grisâtre. Chez les deux sexes, le bec est gris-bleuâtre, ce qui distingue cette espèce du cotinga à bec jaune (Carpodectes antoniae), qui lui ressemble beaucoup. La femelle du cotinga neigeux peut également être confondue avec le tityre à tête noire (Tityra inquisitor) ou le tityre masqué (Tityra semifasciata), mais ces espèces sont toutes deux plus colorées au niveau de la tête.

## Statut de conservation
Bien qu'il s'agisse d'une espèce assez peu commune, le cotinga neigeux a une large aire de répartition, ce qui fait que la population totale n'est pas actuellement en danger. L'union internationale pour la conservation de la nature a évalué son état de conservation comme en « préoccupation mineure ».

## Classification
Le nom valide complet (avec auteur) de ce taxon est Carpodectes nitidus Salvin, 1865.
Ce taxon porte en français le nom vernaculaire ou normalisé suivant : Cotinga neigeux.